# 小紅暈散紋夜蛾
小紅暈散紋夜蛾（学名：Callopistria nobilior）为夜蛾科散紋夜蛾屬下的一个种。